# А-серија и Б-серија
У метафизици, А-серија и Б-серија представљају два различита описа временског поретка догађаја. Ове две серије се првенствено разликују по употреби глаголских времена за описивање временског односа између догађаја и по онтолошким импликацијама које се тичу природе времена.
Термине је увео филозоф Џон МекТагарт 1908. године у свом утицајном раду „Нереалност времена“ (The Unreality of Time), где је изнео аргумент у прилог нереалности времена. Данас се ови термини широко користе међу савременим филозофима времена.

## Историјат
Метафизичка дебата о временском поретку сеже до античких грчких филозофа Хераклита и Парменида. Парменид је сматрао да је стварност безвремена и непроменљива. Насупрот њему, Хераклит је веровао да је свет процес непрекидне промене, тока и пропадања. За Хераклита, стварност је динамична и ефемерна, у стању константног флукса, као што је изражено у његовој чувеној изјави да је немогуће двапут стати у исту реку.

## МекТагартове серије
МекТагарт је разликовао ове древне концепције као скуп односа. Према МекТагарту, постоје два различита начина на које се сви догађаји могу уредити у времену.

### А-серија
У првом начину, догађаји се уређују као будући, садашњи и прошли. Будућност и прошлост допуштају степене (нпр. блиска будућност, далека прошлост), док садашњост не. Када говоримо о времену на овај начин, говоримо у терминима серије позиција које се протежу од удаљене прошлости, преко недавне прошлости до садашњости, и од садашњости преко блиске будућности све до удаљене будућности.
Суштинска карактеристика овог дескриптивног модалитета је да се серија временских позиција мора замислити као да је у континуалној трансформацији. То значи да је један догађај прво део будућности, затим део садашњости, а потом део прошлости. Штавише, тврдње изречене у складу са овим модалитетом одговарају временској перспективи особе која их изриче. Ово је А-серија временских догађаја.
Догађаји континуирано мењају своју позицију у А-серији. Своје А-серијске одреднице (да су прошли, садашњи или будући) догађаји стичу кроз однос према нечему изван времена, нечему што само по себи не мења своју позицију у времену. Иако је МекТагарт првобитно дефинисао времена као релационе квалитете, данас се популарно верује да их је третирао као монадичка својства.

### Б-серија
Из друге перспективе, догађаји се могу уредити према другачијој серији временских позиција путем двотерминских релација које су асиметричне, ирефлексивне и транзитивне (формирајући строги парцијални поредак): „раније од“ (или претходи) и „касније од“ (или следи).
Важна разлика између две серије је у томе што, док догађаји континуирано мењају своју позицију у А-серији, њихова позиција у Б-серији се не мења. Ако је неки догађај икада ранији од неких догађаја и каснији од осталих, он је увек ранији од тих истих догађаја и каснији од њих. Даље, док догађаји стичу своје А-серијске одреднице кроз релацију са нечим изван времена, њихове Б-серијске одреднице важе између самих догађаја који чине Б-серију. Ово је Б-серија, а филозофија која тврди да се све истине о времену могу свести на исказе Б-серије назива се Б-теорија времена.
МекТагарт је тврдио да је концепција времена као искључиво Б-серије неадекватна, јер се Б-серија не мења, а промена је суштина времена. Да би се догађаји који формирају Б-серију сматрали временским, они морају такође формирати и А-серију, тј. морају прелазити из будућности у садашњост, и из садашњости у прошлост, како би се десила промена.
А-серија и Б-серија нису међусобно искључиве. Ако догађаји формирају А-серију, они аутоматски формирају и Б-серију (све што је у садашњости је раније од свега у будућности, и касније од свега у прошлости). Питање стога није да ли време формира А- или Б-серију, већ да ли формира обе серије, или само Б-серију.

## Разлике између А-серије и Б-серије
Логика и лингвистички израз две серије су радикално различити.
- А-серија је временски одређена (енг. tensed) – користи глаголска времена.[7]
- Б-серија је безвременска (енг. tenseless) – не користи глаголска времена у том смислу.[9]

На пример, тврдња „данас пада киша“ је временски одређена (tensed) јер њена истинитост зависи од временске перспективе – садашњости – особе која је изриче. С друге стране, тврдња „Киша је падала 8. маја 2025.“ је безвременска (tenseless) јер њена истинитост не зависи на тај начин од тренутка изрицања. Са становишта њихових истинитосних вредности, ове две пропозиције су идентичне (обе истините или обе неистините) ако је прва тврдња изречена 8. маја 2025. године.
Невременски однос претходности између два догађаја, рецимо „Е претходи Ф“, не мења се током времена (изузимајући из ове дискусије питање релативности временског поретка узрочно неповезаних догађаја у теорији релативности). С друге стране, карактер догађаја „Е“ или „Ф“ као „прошлих, садашњих или будућих“ се мења с временом.
Према МекТагартовој слици, проток времена се састоји у томе што термини све даље у будућности прелазе у садашњост, или што садашњост напредује ка терминима све даље у будућности. Ако претпоставимо прву тачку гледишта, говоримо као да Б-серија клизи дуж фиксне А-серије. Ако претпоставимо другу тачку гледишта, говоримо као да А-серија клизи дуж фиксне Б-серије.

## Повезаност са другим идејама у филозофији времена
Термини А-теорија и Б-теорија, које је први сковао Ричард М. Гејл 1966. године, изведени су из МекТагартове анализе времена и промене. Популарно се претпоставља да А-теорија представља време као А-серију, док Б-теорија представља време као Б-серију.
Постоје две главне варијанте А-теорије: презентизам и растући блок универзум. Обе претпостављају објективну садашњост, али презентизам претпоставља да постоје само садашњи објекти, док растући блок универзум претпоставља да постоје и садашњи и прошли објекти, али не и будући.
Погледи који не претпостављају објективну садашњост и стога су верзије Б-теорије укључују етернализам и четвородимензионализам. 
Дебата између А-теоретичара и Б-теоретичара је наставак метафизичког спора који сеже до античких грчких филозофа Хераклита и Парменида. Метафизичка питања која настављају да деле А-теоретичаре и Б-теоретичаре тичу се реалности прошлости, реалности будућности и онтолошког статуса садашњости.